# Hrádek (district de Znojmo)
Pour les articles homonymes, voir Hrádek.
Hrádek (en allemand : Erdberg) est une commune du district de Znojmo, dans la région de Moravie-du-Sud, en République tchèque. Sa population s'élevait à 930 habitants en 2019.

## Géographie
Hrádek se trouve à la frontière autrichienne, à 12 km au sud-ouest de Hrušovany nad Jevišovkou, à 19 km au sud-est de Znojmo, à 54 km au sud-ouest de Brno et à 197 km au sud-est de Prague.
La commune est limitée par Božice au nord et à l'est, par Velký Karlov et Dyjákovice à l'est, par Dyjákovice au sud, et par Jaroslavice et Křídlůvky à l'ouest.

## Histoire
La première mention écrite de la localité date de 1046.